# Neogonodactylus curacaoensis
Neogonodactylus curacaoensis is een bidsprinkhaankreeftensoort uit de familie van de Gonodactylidae. De wetenschappelijke naam van de soort is voor het eerst geldig gepubliceerd in 1924 door Schmitt.